# Фенера (хижа)
Хижа „Фенера“ позната и като „Орела“, е туристически обект, намиращ се на северо-източния склон на едноименния връх в Същинска Средна гора на 1300 м.н. височина.
Хижата е масивна постройка на два етажа и е обзаведена със шестдесет места. Отоплява се с печки на твърдо гориво.В сградата и има туристическа столова, бюфет и зала за тихи игри.
Туристически маршрути:
- Град Хисаря – 5 ч. по маркирано трасе.[1]
- Село Старосел – комплекс „Бяло камене“ 8 км., път за високо проходими автомобили.[1]

## Съседни обекти
| Изходни точки                                                | Изходни точки |
| ------------------------------------------------------------ | ------------- |
| Село Старосел                                                | 4,00 ч.       |
| Село Каравелово                                              | 4,00 ч.       |
| Град Хисаря                                                  | 5,00 ч.       |
| Хижи                                                         |               |
| Хижа „Чивира“ (не функционира)                               | 3,00 ч.       |
| Хижа „Седемте партизани“                                     | 2,00 ч.       |
| Други                                                        |               |
| Връх Фенера (1481 м.)                                        | 0,20 ч.       |
| Седловина Синджирлибунар (между върховете Фенера и Алексица) | 0,10 ч.       |
| Връх Козя грамада (с плитка пещера в подножието му)          | 0,20 ч.       |
| Връх Алексица (1517 м.)                                      | 0,30 ч.       |
| Връх Орел (1204 м.)                                          | 1,30 ч.       |

Хижата се стопанисва от туристическо дружество „Орела-1935“ – град Хисаря.